# Badania obserwacyjne
Badania obserwacyjne należą do podstawowych lub stosowanych badań naukowych, których celem jest opis lub analiza próby badanej z wykorzystaniem wybranych miar ilościowych.
W typologii badań obserwacyjnych wyróżnia się badania opisowe i badania analityczne:
- Badania opisowe
  - opis przypadku
  - seria przypadków
  - badanie przekrojowe
  - badania longitudinalne
- Badania analityczne
  - badania ekologiczne
  - badania przekrojowe dwóch grup
  - badania przypadek - kontrola
  - badania kohortowe

W odróżnieniu od badań eksperymentalnych (oceniających skuteczność technologii medycznych), badania obserwacyjne pozwalają na ocenę efektywności tych technologii.
Wiarygodność badań obserwacyjnych jest oceniana w oparciu o kryteria NOS.